# Carlo Krahmer
Carlo Krahmer (Shoreditch, 1914 – 1976) was een Britse jazzdrummer en oprichter van het jazzlabel Esquire Records.

## Biografie
Vanaf 1938 was Krahmer actief als jazzdrummer, eerst in het Jazz Orchestra van Claude Bampton. In 1939 nam hij deel aan de eerste sessie van George Shearing (met Leonard Feather). Vanaf 1940 leidde hij zijn eigen bands in Londense clubs en speelde hij met Johnny Claes en Lew Stone. Van 1943 tot 1950 leidde hij de band in de Feldman Club en van 1944 in de Nuthouse Club. In 1947 trok hij zich steeds meer terug uit het actieve muzikantenleven, nadat hij samen met Peter Newbrook het Esquire-label had opgericht. Veel Londense aspirant-jazzmuzikanten uit het bopcircuit, zoals John Dankworth, Humphrey Lyttelton, Ronnie Scott, Eddie Thompson, Victor Feldman, Jimmy Deuchar (en ook Krahmer zelf, onder namen als Esquire Five en Carlo Krahmers Chicagoans) publiceerden bij het label. Naast moderne jazz, gebruikten ze ook meer traditionele jazz. Ze brachten ook platen uit van het Prestige Records-label in het Verenigd Koninkrijk en Charlie Parker's dial-opnamen van 1946/1947. Ook Scandinavische jazzmusici zoals Bengt Hallberg, Arne Domnerus en Lars Gullin stonden ook al vroeg in de catalogus.

## Overlijden
Carlo Krahmer overleed in 1976 op 62-jarige leeftijd.
- Bibliothèque nationale de France: cb14021687x (data)
- Gemeinsame Normdatei: 1103422731
- International Standard Name Identifier: 0000 0000 0120 4639
- Library of Congress Control Number: no2006074536
- MusicBrainz: a0b47393-6fc0-4441-bcec-d47019cf3014
- Virtual International Authority File: 61744972
- WorldCat: E39PBJvRVg4hMwTBJ4rmb69JjC